# Lutherska missionskyrkan, Göteborg

Lutherska missionskyrkan är Evangeliska fosterlandsstiftelsens äldsta kyrka i Göteborg och hem för missionsföreningen EFS i Göteborg som tillhör EFS i Västsverige, det EFS-distrikt som omfattar ungefär Västra Götalands län, Värmlands län och Hallands län. Kyrkan ligger i ett hyreshus som EFS-föreningen äger på Vasagatan i centrum. Kyrkolokalen invigdes 31/1 1937.

## Byggnaden
Trevåningshuset som kyrkan är inrymd i uppfördes som hyreshus i kvarteret Apeln år 1878 åt F.O. Strömman. Arkitekten Adrian C. Peterson stod för ritningarna. Huset köptes av Evangeliska Fosterlandsstiftelsen år 1937 vilka samma år inredde en kyrkolokal i huset.

## Lutherska missionskyrkans kör
Lutherska missionskyrkans kör är en kyrkokör som turnerar i hela landet. Kören, som består av cirka femtio sångare med solister och instrumentalister, leds sedan 1990 av Johanna och Sven Fridolfsson. Dessa står även för de flesta av körens kompositioner och arrangemang. Kören har vid flera tillfällen framträtt i radio och TV, bland annat vid SVT:s minnesgudstjänst den 16 september 2001 efter 11 september-attackerna i USA.

### Diskografi
Kören har släppt 12 skivor genom skivbolaget Naxos Sweden.
- 1997 Kom nära
- 1998 Hela världen sjunger
- 2000 Du är
- 2003 I lust och längtan
- 2005 PS
- 2006 Hosianna
- 2009 Stanna en stund
- 2012 Tröst
- 2013 Ropande, viskande
- 2014 Liv att dela
- 2017 Omsluten
- 2018 Hopp